# Palomas (Madrid)
Palomas és un barri de Madrid integrat en el districte d'Hortaleza. Té una superfície de 112,98 hectàrees i una població de 6.484 habitants (2009).

## Situació
Limita al nord i oest amb Piovera, al nord i est amb Corralejos (districte de Barajas), a l'est amb Alameda de Osuna (Barajas), i al sud amb Canillejas i Salvador (San Blas-Canillejas). Està delimitat al nord i oest per l'Avinguda de los Andes, pel nord i est pel carrer Manuel Azaña, i al sud per l'avinguda d'América.
El barri es divideix en tres zones:
- Colonia Piovera, entre el carrer de Guadalajara el carrer de l'Espirea, i entre l'A-2 i el carrer de las Azaleas, en el perímetre d'una antiga quinta anomenada La Piovera.
- Colonia Palomas, entre el carrer de Guadalajara i la M-40.
- Barriada Arroyo del Santo, als voltants de l'Avinguda de los Andes.

## Història
Antigament era una zona d'hortes pertanyent al terme municipal de Canillejas. Avui està integrat en el districte d'Hortaleza, mentre que Canillejas va ser unit al districte de San Blas.
Aquest paratge, entre la conca del riu Jarama i del rierol Abroñigal, era abundant en aigua i n'assortia Madrid a través d'una branca de l'antiga via d'aigua del Bajo Abroñigal, que seguia aproximadament el traçat del Carrer d'Alcalá, fins a Canillejas.
El seu primer desenvolupament urbà data de la dècada de 1930, com a colònia d'esbarjo, edificant-se cases unifamiliars sobre parcel·les d'alguna grandària, que permetien el manteniment d'una petita horta. Era comú l'ús de pous per al proveïment d'aigua, ja que la zona explicava fins a dates recents amb aqüífers que avui han minvat o desaparegut, afectats pel desenvolupament urbanístic posterior. Amb la construcció de l'Avinguda d'Amèrica, es crearà una separació física entre Canillejas i aquests assentaments, que s'accentuarà amb la conversió de l'accés a l'aeroport en autopista.
El 24 de juny de 1949 el Ministeri de Governació es decreta dissolució de l'Ajuntament de Canillejas i l'annexió del seu terme municipal per Madrid. Després d'això, En la reestructuració del municipi de Madrid de 1987, Canillejas serà unida al recentment creat districte de San Blas, i Colomes separada de Canillejas i unida al districte d'Hortaleza.
El seu desenvolupament urbà modern data de la dècada de 1960. En 1968 la constructora Vallehermoso comença al barri la seva promoció d'habitatges "Piovera". El seu objectiu era obtenir l'adjudicació d'un contracte per construir residències confortables per al personal militar destinat a la propera base aèria de Torrejón de Ardoz, que sofrien les incomoditats de residir en aquest recinte.